# Only You -世紀末のジュリエット達-
『Only You -世紀末のジュリエット達-』（オンリーユー せいきまつのジュリエットたち）は、1996年1月19日にアリスソフトから発売されたアダルトゲームである。

## 概要
- 1996年1月19日[1]に、ユーザークラブ会員に限定で通信販売された作品である。メディアは、フロッピーディスク7枚組、もしくはCD-ROM1枚。対応機種はPC-9800シリーズ、FM TOWNSシリーズ。定価6500円。現在は生産終了。
- CD-ROM版は、Windows 3.1ならびにWindows 95にも対応している。またPC-98シリーズで起動させた場合は、BGMをFM音源（通常）とCD-DA音源（アレンジ版）の二種類から選択できる。
- ジャンルは、アドベンチャー・RPG。イベントはアドベンチャー形式で進められるが、通常の移動や戦闘はRPG形式で行われる。
- ゲームには時間制限が設けられている。制限時間は、主にフィールド移動や必殺技の使用によって減少し、タイムリミットを迎えると、強制的に最終イベントに突入する。またマルチエンディング方式が採用されており、選んだヒロインやそれまでの展開によって、結末がそれぞれ大きく異なる。ワンプレイで攻略し得るヒロインは一人のみで、二股をかけると強制的にバッドエンドになってしまうが、逆に特定のヒロインと結ばれずストーリーを進めることでのみ辿り着けるエンディングも存在するなど、ゲームとしてもストイックな作りになっている。18禁と漢ゲーを両立させた・超硬派ゲームと評される所以でもある。
- 当初は店頭販売用に企画が進められていたが、途中で開発が中止され、後にユーザークラブ会員限定で発売された。その理由については、公式には発表されていない。
- 2001年に、キャラデザインを一新しストーリーにも大幅に手を加えたリメイク版『Only you -リ・クルス-』が発売されている。

## 登場人物
魔神 勇二（まがみ ゆうじ）
本作の主人公。私立鳳凰学園に通う17歳、高校2年生。学校では格闘部の主将を務めている。求道的で正義感が強く、生真面目な性格。幼い頃から武術・閃真流人応派を学んでおり、世界一の格闘家だった兄・勇一を目標に、日々厳しい修行に励んでいる。全国高校格闘技選手権優勝者。また、裏の格闘技大会で優勝した経験もあり、その時の賞金3000万円の振り込まれたキャッシュカードを常に携帯している。ある日突然その額に「破滅の刻印」が浮かび上がり、世界を滅ぼす存在「恐怖の大王」として、各国の暗殺者から命を狙われるようになってしまう。
デザインの際島本和彦のノリでいこうということで起こされたため、島本デザインのキャラ『機動武闘伝Gガンダム』のドモン・カッシュ似である。
身長176cm、体重68kg。
秋月 まゆ（あきづき まゆ）
鳳凰学園の2年生で勇二の幼馴染み、17歳。格闘部のマネージャー。 大人しくさわやかな性格で、勇二に弁当を届けるなど色々気に掛けているが、恋愛に対しては奥手である。名前の由来は某少女漫画と真田広之主演のドラマ『高校教師』のヒロイン二宮繭、モデルは女優鶴田真由。カチューシャ、ロングヘアというデザインから『ときめきメモリアル』の藤崎詩織との類似性が指摘されたが、むつみまさとは「深読みされている人多いようですがちがいますんで」と、否定している。
身長158cm、体重42kg、スリーサイズはB84/W56/H86。
仁藤 美咲（にとう みさき）
鳳凰学園格闘部の部員。16歳、高校1年生。明るく活発な性格で、強い男性に憧れている。仁藤道場の一人娘で、女子高生格闘技選手権で準優勝する程の実力を持つ。父・竜馬は、かつて格闘技世界選手権日本代表の座を勇一と争って敗れたことがある。名前の由来はタレント仁藤優子から。モデルは特に無いとのこと。
身長155cm、体重44kg、スリーサイズはB79/W57/H82。
杜若 あやめ（かきつばた あやめ）
街で出会った盲目の少女。15歳。心優しい性格で動物たちから好かれている。酒浸りの父親と二人で生活しており、生活費と父の酒代を稼ぐため売春を強要されている。学校には通っていない。名前の由来は花の菖蒲（アイリス）、モデルは市松人形から。こちらについてはむつみは「『美少女戦士セーラームーン』の土萠ほたるに似ないよう苦心した」と語っている。
身長157cm、体重41kg、スリーサイズはB80/W55/H81。
天童 来夢（てんどう らいむ）
発明好きの天才少女。年齢は不明だが、恵と同じぐらいと見られる。世界を滅ぼす破滅の刻印の力に興味を持ち、勇二に接触してきた。普段は感情を抑制する眼鏡をかけているため大人びて見えるが、実際は年相応の性格をしている。中央学園に通っている。学校での成績は常にトップだが、男子生徒からいじめに遭っている。両親は事故で亡くなっており、一軒家に一人で暮らしている。数々の特許を取得しているため、生活費には困っていない。
名前はイマームによる命名。
身長132cm、体重25kg、スリーサイズは不明。
ミュシャ・カレニーナ
ロシアで開発されたアンドロイドの少女。ロシアから日本へ脱走し、下水道で生活している。支離滅裂な言動と突拍子もない行動が目立つが、悪意はない。街で珍しい物を見つけると、すぐに隠れ家に持ち帰ろうとする。一人称は「ミュ」。キラードールとして製作されたため、強い腕力と高い戦闘力を有しており、またウソ発見器も内蔵されている。
名前の由来はトルストイの小説『アンナ・カレーニナ』と、1980年モスクワオリンピックのマスコットの熊「ミーシャ」から。
身長162cm、体重不明、スリーサイズはB86/W56/H83。
鏡守 真澄（かがみもり ますみ）
鏡守神社の当主で巫女。18歳。瞳の色は金色。神社に収められた文献から破滅の刻印の事を知り、陰ながら勇二に協力する。両親はすでに他界しており、ばあやと二人で暮らしている。神秘的な能力を持っている為、周囲から気味悪がられて孤立していた。
身長160cm、体重46kg、スリーサイズはB80/W58/H82。
軽井沢 成美（かるいざわ なるみ）
勇二の同級生。17歳。ずっと勇二に片思いをしているが、まゆや美咲の存在が気になり、なかなか告白出来ないでいる。
身長162cm、体重45kg、スリーサイズはB83/W58/H85。
若人 淳（わかと じゅん）
鳳凰学園格闘部の部員。17歳。勇二の親友。女好きで、自称学園一の遊び人。アダルトビデオを多数持っている。まゆに片思いをしている。また、先輩にもかかわらず美咲から呼び捨てにされている。
タイガージョー
家族を失い復讐に燃える勇二の前に突如現れた、虎のマスクを被った謎の人物。閃真流人応派の達人で、勇二が手も足も出ないほどの実力者。事ある事に勇二の前に姿を現し、男・武道家としての心構えを拳で説いたり、また実力に応じてその奥義を伝授したりするなど、様々な形で勇二に対するサポートを行う。電柱や樹木の上など、高いところから登場することが多い。サーベルを常に腰に差しているが、威嚇以外に用いることはない。この作品を象徴するキャラクターである。
鴉丸 羅睺（からすま らごう）
格闘部の部室に予告もなく現れ、圧倒的な強さで勇二を叩きのめして去っていった謎の男。閃真流神応派の使い手。勇二に対して「死神」と名乗り、度々勇二の前に現れては、命を狙っているような素振りを見せつつ、謎めいた行動を残して去ってゆく。冷酷非情な性格で、格闘技の達人でありながら一般人に対しても容赦がない。勇二とは対の破滅の刻印を持っている。
名前の由来は「宿曜経」の九執の一つ羅睺から、モデルは俳優スティーブン・セガールと『真サムライスピリッツ』の牙神幻十郎から。後のリメイク版ではセガールとガトーに縁のある大塚明夫が声を務めている。
魔神 恵（まがみ めぐみ）
勇二の妹。10歳、小学四年生。世話好きな性格で、何かと勇二の身の回りの面倒を見ている。勇二を狙う暗殺者の手にかかり、両親と共に殺害されてしまう。
魔神 勇一（まがみ ゆういち）
勇二の兄。閃真流人応派の達人。5年前の世界格闘技選手権大会で優勝した直後、消息を絶った。

## 必殺技
飛翔竜極波
天高く飛び上がって拳に気を集め、落下の勢いを乗せて相手を殴りつける。
イベントにより習得。
鳳凰天舞
相手の周囲を高速で移動しながら、連続して攻撃を加える。
レベルに応じて習得。
地竜鳴動撃
地脈を叩いて自分の気を送り込み、相手の足元で爆発を起こす。
レベルに応じて習得。
天破雷神槍
150万ボルトの電撃を巻き起こす。
イベントにより習得。
鳳凰光翼壁
気の力で自分の周囲に防壁を作る。
レベルに応じて習得。
波陣滅殺
体の細胞を極限まで活性化させ、その熱と振動によって触れた物全てを破壊する、閃真流人応派究極奥義。別名・粉骨玉砕陣。
最終イベントにより習得。

## スタッフ
- シナリオ - イマーム
- メインキャラクター原画 - むつみまさと
- サブキャラクター原画 - 桐島千夜、かれん、織音
- 音楽 - Shade